# Polska 2050
Polska 2050 – polski ruch społeczno-polityczny o charakterze centrowym, powołany przez Szymona Hołownię po zajęciu przez niego 3. miejsca w wyborach prezydenckich w 2020. 24 sierpnia 2020 zarejestrowano stowarzyszenie Polska 2050, a 26 marca 2021 partię polityczną Polska 2050 Szymona Hołowni. Za prace programowe ruchu odpowiada think tank Instytut Strategie 2050.

## Partia Polska 2050 Szymona Hołowni
Polska 2050 Szymona Hołowni – polska partia polityczna o charakterze centrowym, założona przez Szymona Hołownię.

### Historia

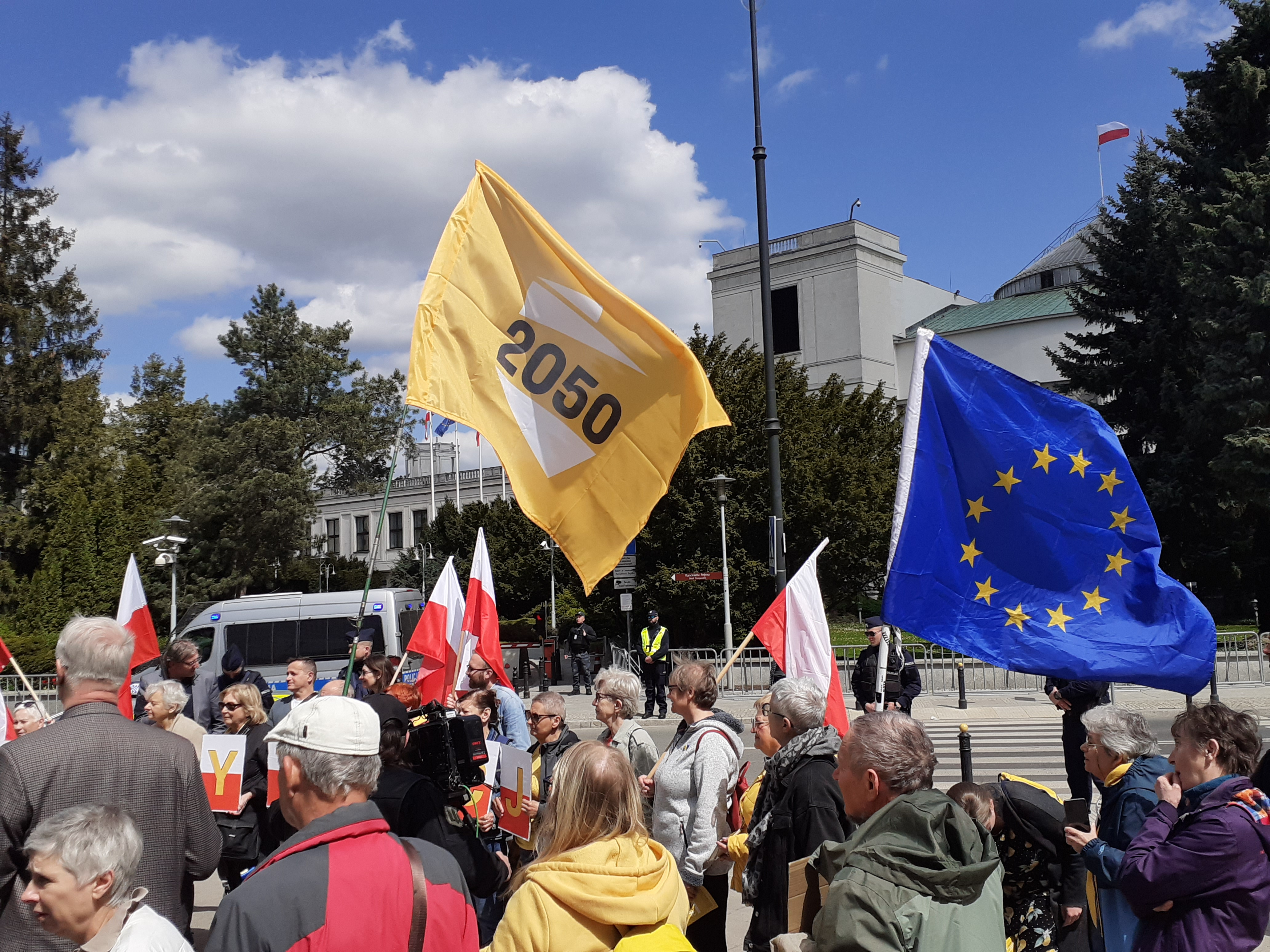
Flaga Polski 2050 niesiona przed Sejmem RP (2023)

Polska 2050 Szymona Hołowni wywodzi się z ruchu obywatelskiego, który Szymon Hołownia zapoczątkował w grudniu 2019, ogłaszając start w wyborach prezydenckich, w których uplasował się na 3. pozycji. 29 września Szymon Hołownia zapowiedział powołanie partii politycznej pod przewodnictwem Michała Koboski, o której rejestrację wniosek do Sądu Okręgowego w Warszawie złożono 3 listopada 2020. Wiceprzewodniczącymi partii zostali Hanna Gill-Piątek (która od 8 września była pierwszą przedstawicielką ruchu w Sejmie) i były wojewoda mazowiecki Jacek Kozłowski. Partię zarejestrowano 26 marca 2021 (decyzja ta uprawomocniła się 17 marca 2022).
16 lutego 2021 powstało koło poselskie Polski 2050. Stworzyły je pierwotnie trzy posłanki: Hanna Gill-Piątek (która została przewodniczącą koła), Joanna Mucha (reprezentująca formację od 20 stycznia) oraz Paulina Hennig-Kloska. 1 marca przekształciło się ono w koło parlamentarne, gdy w jego skład wszedł również senator Jacek Bury (od 18 stycznia reprezentujący Polskę 2050 w Senacie). Następnie koło zasilili kolejno: Tomasz Zimoch (16 marca), Mirosław Suchoń (20 kwietnia), Wojciech Maksymowicz (20 maja), Michał Gramatyka (2 lipca) i Paweł Zalewski (28 października). 10 listopada 2021 do partii dołączyła była europosłanka Platformy Obywatelskiej, Róża Thun. Tym samym Polska 2050 Szymona Hołowni zyskała reprezentację w Parlamencie Europejskim, dołączając do frakcji europarlamentarnej Odnówmy Europę.
27 marca 2022 odbył się I kongres partii, podczas którego zaprezentowano tymczasowy zarząd. Szymon Hołownia zastąpił na stanowisku przewodniczącego Michała Koboskę, który został I wiceprzewodniczącym ugrupowania. II wiceprzewodniczącą i sekretarz generalną została Agnieszka Buczyńska. Kolejnymi wiceprzewodniczącymi zostali Hanna Gill-Piątek, Paulina Hennig-Kloska, Joanna Mucha i Maciej Żywno, a Jacek Kozłowski objął funkcję skarbnika.
25 września 2022 odbył się Kongres „Europa 2050” z udziałem polityków frakcji Odnówmy Europę. Rozmawiano o przyszłości Europy oraz o wyzwaniach, które przed nią stoją. W wydarzeniu wziął udział Stéphane Séjourné – przewodniczący Odnówmy Europę i partii Renaissance Emmanuela Macrona, Thierry Breton – komisarz ds. rynku wewnętrznego UE oraz politycy z krajów członkowskich Unii Europejskiej, w tym byli premierzy i ministrowie.
30 listopada 2022, po doniesieniach prasowych dotyczących pracy zawodowej, poseł Wojciech Maksymowicz ogłosił opuszczenie ugrupowania.
21 stycznia odbył się zjazd partii wraz z wyborem władz. W gronie wiceprzewodniczących Joannę Muchę zastąpił Paweł Zalewski. Na I zjeździe partii przyjęto uchwały związane z 10 postulatami programowymi, głosowaniem nad ustawą o Sądzie Najwyższym oraz przyjęto apel do społeczności międzynarodowej o pomoc Ukrainie w obronie przed działaniami zbrojnymi Rosji. 
7 lutego 2023 Szymon Hołownia i prezes PSL Władysław Kosiniak-Kamysz poinformowali o nawiązaniu współpracy przez Polskę 2050 i Koalicję Polską poprzez powołanie wspólnego eksperckiego zespołu programowego ds. wspólnej listy spraw do załatwienia. 1 marca zaprezentowano efekty prac.
8 lutego 2023 Polskę 2050 opuściła dotychczasowa wiceprzewodnicząca partii i przewodnicząca jej koła parlamentarnego Hanna Gill-Piątek. Na funkcji szefowej koła zastąpiła ją Paulina Hennig-Kloska.
27 kwietnia 2023 Szymon Hołownia i Władysław Kosiniak-Kamysz poinformowali o zawarciu umowy koalicyjnej pomiędzy Polską 2050 i PSL w wyborach parlamentarnych w tym samym roku. 15 maja ogłosili nazwę koalicji: Trzecia Droga Polska 2050-PSL. 2 czerwca 2023 szefową osobnego sztabu wyborczego Polski 2050 w wyborach została ogłoszona dyrektora jej think tanku Katarzyna Pełczyńska-Nałęcz. Przed wyborami do ugrupowania przeszedł z Nowoczesnej założyciel tej partii, były poseł Ryszard Petru. Polskę 2050 poparł także przed wyborami Leszek Balcerowicz.
W wyborach parlamentarnych Trzecia Droga zajęła 3. miejsce z wynikiem 14,4% głosów. Polsce 2050 przypadły 33 z 65 mandatów poselskich dla TD i 5 z 11 uzyskanych przez koalicję mandatów senatorskich. W Sejmie powołała własny klub Polska 2050 – Trzecia Droga (jego przewodniczącym został Mirosław Suchoń), a w Senacie współtworzyła wraz z Koalicją Polską wspólny (12-osobowy) klub TD. Szymon Hołownia został wybrany na marszałka Sejmu, a Maciej Żywno na wicemarszałka Senatu. W rządzie Donalda Tuska trzy przedstawicielki Polski 2050 objęły urzędy ministrów – Agnieszka Buczyńska (ds. społeczeństwa obywatelskiego), Paulina Hennig-Kloska (klimatu i środowiska) i Katarzyna Pełczyńska-Nałęcz (funduszy i polityki regionalnej). Jacek Kozłowski został wiceprezesem NIK, w związku z czym wystąpił z partii. Z rekomendacji Polski 2050 Adam Rudawski został wojewodą zachodniopomorskim, a Agata Sobczyk wojewodą wielkopolskim. Przedstawiciele ugrupowania otrzymali też kilka stanowisk wicewojewodów.
8 marca 2024 wykluczony z ugrupowania został poseł Adam Gomoła.
Na wybory samorządowe w 2024 Polska 2050 ponownie powołała wraz z PSL koalicyjny komitet TD. W wyborach do sejmików województw zajął on 3. miejsce z wynikiem 14,25%. Kandydatom Polski 2050 przypadły 22 z 80 mandatów uzyskanych przez komitet (partia zdobyła je we wszystkich województwach poza mazowieckim i opolskim; najwięcej – 3 – w wielkopolskim, gdzie utworzyła własny klub radnych). Bogdan Kiełbasiński został prezydentem Legionowa. W II turze wybory na prezydentów miast przegrali działacze partii we Wrocławiu (posłanka Izabela Bodnar) i w Skarżysku-Kamiennej. 4 członków partii wygrało wybory na włodarzy niższych szczebli. Po wyborach Agnieszka Ryś została wicemarszałkiem województwa łódzkiego, Natalia Gołąb zasiadła w zarządzie województwa dolnośląskiego (niedługo po wyborach, podobnie jak druga z radnych sejmiku dolnośląskiego, znalazła się jednak poza ugrupowaniem), a Jacek Jarco został przewodniczącym sejmiku śląskiego. W stołecznej Warszawie powołano Adrianę Porowską na wiceprezydenta miasta.
W wyborach do Parlamentu Europejskiego w tym samym roku politycy Polski 2050 zostali liderami list TD w 7 z 13 okręgów. Koalicja zajęła 4. miejsce z wynikiem 6,91% głosów, uzyskując 3 mandaty. Jedyny mandat eurodeputowanego spośród reprezentantów partii Szymona Hołowni zdobył Michał Kobosko (w PE zasiadł we frakcji Odnówmy Europę).
29 czerwca 2024 Katarzyna Pełczyńska-Nałęcz zastąpiła Michała Koboskę w zarządzie oraz na funkcji I wiceprzewodniczącego partii. Do zarządu ugrupowania dołączyła także Agnieszka Baranowska, która zastąpiła Agnieszkę Buczyńską na stanowisku sekretarza generalnego (miesiąc później zasiadła także w zarządzie województwa pomorskiego). 16 października tego samego roku Agnieszka Buczyńska ustąpiła z funkcji ministerialnej, na której zastąpiła ją Adriana Porowska. Ją z kolei na stanowisku wiceprezydenta Warszawy zastąpił w styczniu 2025 Jacek Wiśnicki.
Szymon Hołownia był kandydatem Trzeciej Drogi w wyborach prezydenckich w 2025, w których uzyskał 4,99% głosów, zajmując 5. miejsce spośród 13 kandydatów. W II turze poparł Rafała Trzaskowskiego z PO.
28 czerwca tego samego roku rada krajowa Polski 2050 zatwierdziła decyzję o zakończeniu ścisłej współpracy z PSL w ramach TD (przy czym utrzymany został klub TD w Senacie i wielu samorządach, TD pozostała także m.in. w nazwach klubów parlamentarnych obu partii). Ponadto z zasiadania w zarządzie zrezygnowała II wiceprzewodnicząca partii Agnieszka Buczyńska, którą zastąpiła Adriana Porowska. 8 lipca Polskę 2050 opuściła posłanka Izabela Bodnar. 24 lipca Marta Cienkowska objęła urząd ministra kultury i dziedzictwa narodowego, natomiast zlikwidowano zajmowany przez Adrianę Porowską urząd ministra ds. społeczeństwa obywatelskiego. Agnieszkę Baranowską na funkcji sekretarza generalnego partii zastąpił z początkiem sierpnia 2025 Robert Sitnik. 5 sierpnia o opuszczeniu klubu parlamentarnego Polski 2050 poinformował zawieszony wcześniej poseł Tomasz Zimoch.

### Poparcie w wyborach

#### Wybory parlamentarne
| Wybory | Sejm           | Sejm           | Sejm           | Sejm    | Sejm    | Senat   | Senat   | Rząd     |
| Wybory | Głosy          | Głosy          | Głosy          | Mandaty | Mandaty | Mandaty | Mandaty | Rząd     |
| Wybory | Liczba         | %              | +/−            | Liczba  | +/−     | Liczba  | +/−     | Rząd     |
| ------ | -------------- | -------------- | -------------- | ------- | ------- | ------- | ------- | -------- |
| 2023   | koalicja z PSL | koalicja z PSL | koalicja z PSL | 33/460  | –       | 5/100   | –       | Koalicja |

#### Wybory do sejmików województw
| Wybory | Sejmiki        | Sejmiki        | Sejmiki        | Sejmiki | Sejmiki |
| Wybory | Głosy          | Głosy          | Głosy          | Mandaty | Mandaty |
| Wybory | Liczba         | %              | +/−            | Liczba  | +/−     |
| ------ | -------------- | -------------- | -------------- | ------- | ------- |
| 2024   | koalicja z PSL | koalicja z PSL | koalicja z PSL | 22/552  | –       |

#### Wybory do Parlamentu Europejskiego
| Wybory | Parlament Europejski | Parlament Europejski | Parlament Europejski | Parlament Europejski | Parlament Europejski |
| Wybory | Głosy                | Głosy                | Głosy                | Mandaty              | Mandaty              |
| Wybory | Liczba               | %                    | +/−                  | Liczba               | +/−                  |
| ------ | -------------------- | -------------------- | -------------------- | -------------------- | -------------------- |
| 2024   | koalicja z PSL       | koalicja z PSL       | koalicja z PSL       | 1/53                 | –                    |

### Wybory prezydenckie
| Wybory | Kandydat        | Zdjęcie | I tura  | % głosów  |
| ------ | --------------- | ------- | ------- | --------- |
| 2025   | Szymon Hołownia |         | 978 901 | 4,99 (5.) |

### Struktura i działacze
| Zarząd Krajowy [ 60 ]                | Zarząd Krajowy [ 60 ]       | Zarząd Krajowy [ 60 ] |
| ------------------------------------ | --------------------------- | --------------------- |
| Przewodniczący                       | Szymon Hołownia             |                       |
| I wiceprzewodnicząca                 | Katarzyna Pełczyńska-Nałęcz |                       |
| II wiceprzewodnicząca                | Adriana Porowska            |                       |
| Wiceprzewodniczący                   | Paulina Hennig-Kloska       |                       |
| Wiceprzewodniczący                   | Joanna Mucha                |                       |
| Wiceprzewodniczący                   | Paweł Zalewski              |                       |
| Wiceprzewodniczący                   | Maciej Żywno                |                       |
| Sekretarz generalny                  | Robert Sitnik               |                       |
| Skarbnik                             | Łukasz Osmalak              |                       |
| Przewodniczący Klubu Parlamentarnego | Paweł Śliz                  |                       |

#### Parlamentarzyści
| Posłowie X kadencji (wybrani z list Trzeciej Drogi) | Posłowie X kadencji (wybrani z list Trzeciej Drogi) |
| --- | --- |
| | |
| - Agnieszka Buczyńska - Elżbieta Burkiewicz - Żaneta Cwalina-Śliwowska - Sławomir Ćwik - Piotr Górnikiewicz - Michał Gramatyka – sekretarz stanu w Ministerstwie Cyfryzacji - Paulina Hennig-Kloska – minister klimatu i środowiska - Bożenna Hołownia - Szymon Hołownia – marszałek Sejmu - Rafał Kasprzyk - Rafał Komarewicz - Aleksandra Leo - Adam Luboński - Joanna Mucha - Maja Nowak | - Barbara Okuła - Barbara Oliwiecka - Łukasz Osmalak - Ryszard Petru - Norbert Pietrykowski - Bartosz Romowicz - Ewa Schädler - Marcin Skonieczka - Piotr Strach - Mirosław Suchoń - Ewa Szymanowska - Paweł Śliz – przewodniczący klubu - Wioleta Tomczak - Kamil Wnuk - Paweł Zalewski – sekretarz stanu w Ministerstwie Obrony Narodowej |
| Byli posłowie X kadencji (wybrani z list Trzeciej Drogi) | |
| - Izabela Bodnar - Adam Gomoła | - Michał Kobosko - Tomasz Zimoch |
| Posłowie IX kadencji (wybrani z list Koalicji Obywatelskiej) | |
| | |
| - Michał Gramatyka - Paulina Hennig-Kloska – przewodnicząca koła - Joanna Mucha | - Mirosław Suchoń - Paweł Zalewski - Tomasz Zimoch |
| Wcześniejsi posłowie IX kadencji | |
| - Hanna Gill-Piątek – przewodnicząca koła | - Wojciech Maksymowicz |

| Senatorowie XI kadencji (w klubie Trzeciej Drogi) | Senatorowie XI kadencji (w klubie Trzeciej Drogi) | Senatorowie XI kadencji (w klubie Trzeciej Drogi) |
| ------------------------------------------------- | ------------------------------------------------- | ------------------------------------------------- |
|                                                   |                                                   |                                                   |
| - Grzegorz Fedorowicz - Piotr Masłowski           | - Mirosław Różański - Jacek Trela                 | - Maciej Żywno – wicemarszałek Senatu             |
| Senator X kadencji                                |                                                   |                                                   |
|                                                   |                                                   |                                                   |
| - Jacek Bury                                      |                                                   |                                                   |

#### Posłanka do Parlamentu Europejskiego
| Posłanka do Parlamentu Europejskiego IX kadencji | Posłanka do Parlamentu Europejskiego IX kadencji | Posłanka do Parlamentu Europejskiego IX kadencji | Posłanka do Parlamentu Europejskiego IX kadencji |
| ------------------------------------------------ | ------------------------------------------------ | ------------------------------------------------ | ------------------------------------------------ |
|                                                  |                                                  |                                                  |                                                  |
| - Róża Thun, frakcja Odnówmy Europę              |                                                  |                                                  |                                                  |

#### Polska 2050 Szymona Hołowni wtrzecim rządzie Donalda Tuska
| Przedstawiciele Polski 2050 w trzecim rządzie Donalda Tuska (stan aktualny) | Przedstawiciele Polski 2050 w trzecim rządzie Donalda Tuska (stan aktualny) | Przedstawiciele Polski 2050 w trzecim rządzie Donalda Tuska (stan aktualny) |
| --- | --------------------------------------------------------------------------- | --------------------------------------------------------------------------- |
| |                                                                             |                                                                             |
| - Marta Cienkowska – minister kultury i dziedzictwa narodowego - Paulina Hennig-Kloska – minister klimatu i środowiska - Katarzyna Pełczyńska-Nałęcz – minister funduszy i polityki regionalnej - Krzysztof Bolesta – sekretarz stanu w Ministerstwie Klimatu i Środowiska - Michał Gramatyka – sekretarz stanu w Ministerstwie Cyfryzacji - Łukasz Krasoń – sekretarz stanu w Ministerstwie Rodziny, Pracy i Polityki Społecznej - Ignacy Niemczycki – sekretarz stanu w Ministerstwie Spraw Zagranicznych - Adriana Porowska – sekretarz stanu w Kancelarii Prezesa Rady Ministrów - Jan Szyszko – sekretarz stanu w Ministerstwie Funduszy i Polityki Regionalnej - Paweł Zalewski – sekretarz stanu w Ministerstwie Obrony Narodowej - Michał Baranowski – podsekretarz stanu w Ministerstwie Rozwoju i Technologii - Urszula Demkow – podsekretarz stanu w Ministerstwie Zdrowia - Mikołaj Dorożała – podsekretarz stanu w Ministerstwie Klimatu i Środowiska - Marek Krawczyk – podsekretarz stanu w Kancelarii Prezesa Rady Ministrów - Jarosław Neneman – podsekretarz stanu w Ministerstwie Finansów - Katarzyna Nowakowska – podsekretarz stanu w Ministerstwie Rodziny, Pracy i Polityki Społecznej - Anna Radwan-Röhrenschef – podsekretarz stanu w Ministerstwie Spraw Zagranicznych - Andrzej Szeptycki – podsekretarz stanu w Ministerstwie Nauki i Szkolnictwa Wyższego - Izabela Ziętka – podsekretarz stanu w Ministerstwie Edukacji Narodowej |                                                                             |                                                                             |

### Program

#### 10 obietnic
Na pierwszym zjeździe partii zaprezentowano 10 postulatów Polski 2050 Szymona Hołowni:
| 10 obietnic                                                           |
| --------------------------------------------------------------------- |
| Elektrownia w każdym domu                                             |
| Jednolita danina                                                      |
| Apolityczne Komitety Nominacyjne                                      |
| Punktualna, czysta i regularna kolej w każdym powiecie                |
| Dobrowolny odpis podatkowy zamiast obowiązkowego Funduszu Kościelnego |
| Senat obywatelski                                                     |
| Płynny angielski po podstawówce                                       |
| Wizyta u specjalisty maksymalnie w ciągu trzech miesięcy              |
| Podwojenie powierzchni parków narodowych do 2030 roku                 |
| Rodzina dla każdego dziecka                                           |

#### Wspólna lista spraw Polski 2050 i Koalicji Polskiej
W skład powołanego w lutym 2023 zespołu programowego do utworzenia wspólnej listy spraw do załatwienia po stronie Polski 2050 Szymona Hołowni weszli: Katarzyna Pełczyńska-Nałęcz, Agnieszka Tkacz, Mirosław Suchoń, Ryszard Wojtkowski oraz Stanisław Zakroczymski, a po stronie KP: Czesław Siekierski, Krzysztof Kosiński i Anna Ojer związani z PSL oraz Elżbieta Bińczycka z Unii Europejskich Demokratów i Kazimierz Michał Ujazdowski z Centrum dla Polski. 
Na konferencji prasowej Szymona Hołowni oraz Władysława Kosiniaka-Kamysza 1 marca 2023 została przedstawiona wspólna lista spraw, składająca się łącznie z sześciu wspólnych postulatów – trzech na całą przyszłą kadencję Sejmu oraz trzech na pierwsze 100 dni wspólnego rządu.
| Pierwsze 100 dni               | Pierwsze 100 dni |
| ------------------------------ | --- |
| Odpartyjnienie państwa         | Usunięcie politycznych nominatów ze spółek i urzędów, przedstawienie mechanizmu konkurencyjnego naboru na stanowiska urzędnicze. Rozdzielenie urzędu prokuratora generalnego i ministra sprawiedliwości.                |
| Referendum ws. aborcji         | Odwrócenie skutków orzeczenia TK z 2020 roku, a następnie rozpisanie referendum poprzedzone cyklem paneli obywatelskich.                                                                                                |
| Godna płaca                    | W pierwszym uchwalonym budżecie wprowadzenie podwyżek dla całego sektora, niwelujących straty wynikające z inflacji. Przygotowanie planu stopniowego podwyższania tych pensji.                                          |
| Kadencja                       | |
| Język angielski po podstawówce | Wprowadzenie godziny języka angielskiego dziennie od pierwszej klasy, by dzieci kończące podstawówkę mówiły płynnie po angielsku.                                                                                       |
| Zielona energia                | Właściciele domów, mieszkańcy bloków, rolnicy i przedsiębiorcy – wspólnoty lokalne i gminy jako inwestorzy i właściciele infrastruktury OZE, zarabiają, inwestując w czysty i tani prąd ze słońca, wiatru i biogazowni. |
| Tylko jeden podatek            | Podatnik zapłaci jedną daninę od dochodów z pracy. Jeden przelew będzie obejmował wszystkie obecnie rozproszone podatki i składki, które będą następnie rozdysponowywane na poszczególne fundusze.                      |

### Finansowanie
W grudniu 2022 Państwowa Komisja Wyborcza odrzuciła sprawozdanie finansowe partii za 2021 rok. Powodem było wpisanie do sprawozdania we wszystkich rubrykach 0 złotych. Partia argumentowała, że w 2021 nie mogła zarządzać swoimi finansami oraz prowadzić rachunku bankowego, skoro dopiero w 2022 została prawomocnie wpisana do rejestru partii politycznych przez Sąd Okręgowy w Warszawie. Partia wniosła skargę do Sądu Najwyższego, która pod koniec lutego 2023 została odrzucona. Przedstawiciele ugrupowania poinformowali, że zaskarżyli decyzję do Europejskiego Trybunału Praw Człowieka w Strasburgu.

## Stowarzyszenie Polska 2050
Polska 2050 – ogólnopolskie stowarzyszenie zainicjowane przez Szymona Hołownię po wyborach prezydenckich w 2020. Zostało zainicjowane 30 czerwca, a zarejestrowane 24 sierpnia 2020. Skupia ludzi w działaniach lokalnych, charytatywnych i proekologicznych. 

### Geneza
Pierwsze informacje o tym, że Szymon Hołownia planuje założyć ruch społeczny, pojawiły się już w lutym 2020, gdy prowadził on kampanię przed wyborami prezydenckimi. Oficjalnie podał jego nazwę 30 czerwca 2020 – dwa dni po I turze wyborów, w której uplasował się na 3. pozycji z wynikiem niespełna 14% głosów. Stowarzyszenie zostało zarejestrowane 24 sierpnia, a pięć dni później odbyła się jego oficjalna prezentacja. Według Szymona Hołowni, akces do niego zgłosiło wówczas 20 tys. osób.

### Zarząd
6 listopada 2021 na walnym zebraniu po raz pierwszy został wybrany zarząd ogólnopolski. Prezesem został Szymon Hołownia, którego po wyborze na marszałka Sejmu w 2023 zastąpiła Katarzyna Suwała. Aktualny skład zarządu:
| Prezes               | Katarzyna Suwała  |  |
| Wiceprezes           | Wanda Brociek     |  |
| Wiceprezes           | Zofia Ilkowska    |  |
| Pozostali członkowie | Piotr Gąsiorowski |  |
| Pozostali członkowie | Damian Pacześniak |  |
| Pozostali członkowie | Martyna Rękas     |  |
| Pozostali członkowie | Alan Wolny        |  |

### Projekty
| Projekt                               | Opis |
| ------------------------------------- | --- |
| Rowerem w przyszłość                  | promocja roweru jako środka transportu, inicjowanie projektów związanych z rozbudową rowerowej infrastruktury oraz walka z wykluczeniem komunikacyjnym                                      |
| Kluby Seniora                         | aktywizacja seniorów |
| Uniwersytet Trzeciego Wieku 2050      | integracja środowiska seniorów wokół aktywności naukowej i akademickiej |
| Kontrakty Obywatelskie                | rozwiązywanie lokalnych potrzeb takich jak instalacje oświetleń, stworzenie koncepcji przebudowy niebezpiecznej lokalnej infrastruktury                                                     |
| Minigranty                            | wsparcie finansowe na tworzenie inicjatyw dla Polaków przez wolontariuszy i członków stowarzyszenia                                                                                         |
| Razem dla rodzin zastępczych          | zdalne korepetycje dla dzieci oraz lokalna pomoc dla całych rodzin |
| Ziemia na pokolenia                   | prowadzenie eko-akcji m.in. wzmacnianie świadomości proekologicznej, prowadzenie warsztatów, sadzenie drzew, sprzątanie lasów, składanie wniosków i interpelacji w kwestiach środowiskowych |
| Ekipa dla osób w kryzysie bezdomności | wsparcie osób w kryzysie bezdomności poprzez streetworking |
| Dyskusyjny klub książki „2050 myśli”  | promocja czytelnictwa oraz kształtowanie postaw obywatelskich |
| Honorowi dawcy krwi Polska 2050       | promowanie oddawania krwi, dążenie do zwiększenia liczby krwiodawców |
| Możemy i pomożemy mówić po Polsku     | udzielanie lekcji języka polskiego uchodźcom z Białorusi |
| Przyjaźni autystom                    | walka z wykluczeniem społecznym oraz zapewnienie dostępu do podstawowych usług dla osób ze spektrum autyzmu                                                                                 |
| Pokolenie 2050                        | Młodzieżowe struktury stowarzyszenia Polski 2050 działające we wszystkich województwach |

## Instytut Strategie 2050
Instytut Strategie 2050 – polski think tank zainicjowany przez Szymona Hołownię po wyborach prezydenckich w 2020 działający w ramach fundacji Polska Od Nowa. Jego dyrektorem została Katarzyna Pełczyńska-Nałęcz, którą po objęciu przez nią w 2023 funkcji ministra zastąpił Dawid Sześciło.

### Działania i cele
Dążymy do budowania sprawnego państwa opartego o zasady społecznej gospodarki rynkowej. Uważamy, że warunkiem istnienia takiego państwa jest praworządność i solidarność społeczna. Naszym celem jest wypracowanie pomysłu dla Polski na pokolenie, nie na kadencję.
Strategie 2050 m.in. tworzą publikacje w ramach cyklu dokumentów strategicznych Plan dla Polski, cyklu „Polska Regionalna” oraz tworzy podcasty.

### Zarząd
| Zarząd Instytutu Strategie 2050 | Zarząd Instytutu Strategie 2050 | Zarząd Instytutu Strategie 2050 |
| ------------------------------- | ------------------------------- | ------------------------------- |
| Dyrektor                        | Dawid Sześciło                  |                                 |
| Pozostali członkowie            | Adam Gendźwiłł                  |                                 |
| Pozostali członkowie            | Adriana Porowska                |                                 |

### Kolegium Ekspertów
Kolegium Ekspertów jest samorządnym ciałem, które wyznacza główne kierunki działania instytutu. Wyłanianie jest przez Zarząd Instytutu. W jego skład wchodzą m.in. Krzysztof Bolesta, Jacek Cichocki, Urszula Demkow, Agnieszka Jankowiak-Maik, Łukasz Krasoń, Cezary Pakulski, Katarzyna Pełczyńska-Nałęcz, Marcin Radwan-Röhrenschef, Mirosław Różański, Adam Rudawski, Przemysław Staroń, Jan Szyszko i Izabela Ziętka.

### Plan dla Polski
Plan dla Polski to zbiór dokumentów strategicznych, które prezentują rozwiązania w kluczowych obszarach. Podlegają one konsultacjom ze stowarzyszeniem Polska 2050 i partią Polska 2050 Szymona Hołowni.
| Data Publikacji  | Nazwa Planu                                                                                  | Obszar analizy                                        |
| ---------------- | -------------------------------------------------------------------------------------------- | ----------------------------------------------------- |
| 28 stycznia 2021 | Państwo i Kościół na swoje miejsca                                                           | Relacje między państwem a związkami wyznaniowymi      |
| 29 marca 2021    | Polska na zielonym szlaku                                                                    | Transformacja energetyczna                            |
| 28 kwietnia 2021 | Co po pandemii? Plan dla zdrowia                                                             | Reforma sektora ochrony zdrowia                       |
| 14 lipca 2021    | System kontroli konstytucyjności prawa w Polsce. Jak wyjść z zapaści?                        | Reforma Trybunału Konstytucyjnego                     |
| 4 grudnia 2021   | Plan dla gospodarki. jak zapewnić dobrobyt w XXI w.                                          | Sektor finansów publicznych, gospodarka               |
| 14 maja 2022     | Edukacja dla Przyszłości                                                                     | Reforma systemu oświaty                               |
| 2 grudnia 2022   | Pełnoprawni: Osoby z niepełnosprawnościami i ich opiekunowie                                 | Sytuacja osób z niepełnosprawnościami i ich opiekunów |
| 14 lutego 2023   | Siła państwa tkwi w ludziach. Dziewięć propozycji dla wzmocnienia polskiej służby publicznej | Reforma sektora administracji publicznej              |
| 17 maja 2023     | Nowe media publiczne                                                                         | Reforma mediów publicznych                            |